# 鶏痘
鶏痘（けいとう、英:fowlpox）とは鶏痘ウイルス感染を原因とする鳥類の感染症。
日本では家畜伝染病予防法において届出伝染病に指定されており、対象動物はニワトリ、ウズラ。鶏痘ウイルスはポックスウイルス科コルドポックスウイルス亜科アビポックスウイルス属に属するDNAウイルス。感染経路は接触感染、蚊、ダニによる機械的伝播。感染部位に発痘を形成し、病変部が皮膚の場合は皮膚型、粘膜の場合を粘膜型と区別する。粘膜型は皮膚型より致死率が高い。病変部の細胞内に細胞質内封入体であるボリンゲル小体が形成される。予防には生ワクチンが使用される。伝染性気管支炎、伝染性喉頭気管炎との鑑別が必要である。